# The Mavericks
The Mavericks is een Amerikaanse neotraditional countryband, actief in de periodes 1989 - 1999, 2003 - 2004 en vanaf 2012. The Mavericks combineren naast neotraditional country ook diverse muziekstijlen als americana, latin en tex-mex. De band maakte 12 studioalbums. In Nederland is Dance the Night Away uit 1998 hun grootste hit.

## Biografie
Raul Malo ontmoette bassist Robert Reynolds in een platenwinkel in Florida, en ontdekte dat ze dezelfde muzieksmaak hadden. Hij stelde voor om samen met zijn vriend Paul Deakin een band te vormen. Eind jaren 80 kwam ook gitarist Ben Peeler bij de groep en waren de Mavericks een feit. Raul Malo was de drijvende kracht achter de band; hij schreef het merendeel van de muziek en was de hoofdzanger.
De band begon met optredens in clubs in Miami. In 1990 bracht de band hun eerste album uit: The Mavericks. Datzelfde jaar kreeg de band een contract bij MCA Nashville. In 1992 volgde hun eerste grote uitgave, From Hell to Paradise. Gitarist Ben Peeler werd dat jaar vervangen door David Lee Holt, die in 1994 werd vervangen door Nick Kane.
In 1994 verscheen het album What a Crying Shame (#54 US, #6 Country and Western), met de bijbehorende singles There Goes My Heart en O What a Thrill. Het album Music for All Occasions (#58 US, #9 C&W, #56 UK) verscheen in 1995, en bevatte onder andere de nummers Here Comes the Rain (#22 C&W) en All You Ever Do Is Bring Me Down (#13 C&W).
In 1994 werkten The Mavericks samen met Carl Perkins en Duane Eddy aan het benefietalbum Red Hot + Country van de Red Hot Organization.
Het album Trampoline uit 1998 werd een grote hit in het Verenigd Koninkrijk. De single Dance the Night Away haalde daar zelfs de vierde plaats in de hitlijsten. In de Verenigde Staten was het album minder succesvol.
In 1999 brak de groep met MCA vanwege de tegenvallende verkoop van Trampoline en het feit dat hun nummers niet meer op de radio werden gedraaid. Ze brachten nog wel een verzamelalbum, Super Colossal Smash Hits of the 90's: The Best of The Mavericks, uit. Daarna besloot de band een tijdje uit elkaar te gaan.
In 2003 kwam de band weer bijeen, en voegde ook gitarist Eddie Perez zich bij hen. Dat jaar bracht de groep een nieuw album uit, The Mavericks. Ook dit album werd geen succes en de band ging wederom uit elkaar. Na het uiteenvallen van de band werd Raul Malo solo-artiest. Wel werden in de jaren na het stoppen van de band nog enkele compilatiealbums uitgebracht.
In 2012 kwam de band weer bij elkaar en tekenden ze bij Valory Music Co. Vervolgens werd in februari 2013 hun zevende album In Time uitgebracht. In 2015 werd Mono, ook opgenomen in mono, uitgebracht. In 2017 volgde het album Brand New Day. In 2018 zelfs twee albums: Play the Hits! en het kerstalbum Hey! Merry Christmas!. In 2020 komt een lang gekoesterde droom van Malo uit, een volledig Spaanstalig album genaamd En Español.

## Bezetting

### Huidige leden
- Raul Malo - gitaar & zang (1989 - 2004, 2012 - heden)
- Paul Deakin - drums (1989 - 2004, 2012 - heden)
- Jerry Dale McFadden - toetsen & zang (1994 - 2004, 2012 - heden)
- Eddie Perez - gitaar (2003 - 2004, 2012 - heden)

### Voormalige leden
- Robert Reynolds - basgitaar (1989 - 2004, 2012 - 2014)
- Ben Peeler - gitaar (1989 - 1991)
- David Lee Holt - gitaar (1991 - 1993)
- Nick Kane - gitaar (1993 - 2000)

## Discografie

### Albums
| Album met eventuele hitnotering(en) in de Nederlandse Album Top 100 | Datum van verschijnen | Datum van binnenkomst | Hoogste positie | Aantal weken | Opmerkingen   |
| ------------------------------------------------------------------- | --------------------- | --------------------- | --------------- | ------------ | ------------- |
| The Mavericks (1990 album)                                          | 1990                  | -                     | -               | -            |               |
| From Hell to Paradise                                               | 12-05-1992            | -                     | -               | -            |               |
| What a Crying Shame                                                 | 01-02-1994            | -                     | -               | -            |               |
| Music for All Occasions                                             | 26-09-1995            | -                     | -               | -            |               |
| Trampoline                                                          | 10-03-1998            | 14-03-1998            | 25              | 34           |               |
| It's Now! It's Live!                                                | 1998                  | -                     | -               | -            | Livealbum     |
| Super Colossal Smash Hits of the 90's: The Best of The Mavericks    | 1999                  | 18-12-1999            | 60              | 11           | Verzamelalbum |
| 20th Century Masters: The Millennium Collection                     | 2001                  | -                     | -               | -            | Verzamelalbum |
| The Mavericks (2003 album)                                          | 23-09-2003            | -                     | -               | -            |               |
| The Definitive Collection                                           | 2004                  | -                     | -               | -            | Verzamelalbum |
| Live in Austin Texas                                                | 2004                  | -                     | -               | -            | Livealbum     |
| Gold                                                                | 2006                  | -                     | -               | -            | Verzamelalbum |
| Icon                                                                | 2011                  | -                     | -               | -            | Verzamelalbum |
| In Time                                                             | 01-02-2013            | -                     | -               | -            |               |
| Mono                                                                | 13-02-2015            | 28-02-2015            | 70              | 1            |               |
| All Night Live: Volume 1                                            | 14-10-2016            | -                     | -               | -            | Livealbum     |
| Brand New Day                                                       | 31-03-2017            | 01-04-2017            | 109             | 2            |               |
| Hey! Merry Christmas!                                               | 02-11-2018            | -                     | -               | -            |               |
| Play the Hits!                                                      | 15-11-2018            | -                     | -               | -            |               |
| En Español                                                          | 21-08-2020            | 29-08-2020            | 36              | 1            |               |

| Album met hitnotering(en) in de Vlaamse Ultratop 200 albums | Datum van verschijnen | Datum van binnenkomst | Hoogste positie | Aantal weken | Opmerkingen |
| ----------------------------------------------------------- | --------------------- | --------------------- | --------------- | ------------ | ----------- |
| Music for All Occasions                                     | 1995                  | 23-03-1996            | 31              | 2            |             |
| Trampoline                                                  | 1998                  | 28-03-1998            | 36              | 2            |             |
| In Time                                                     | 2013                  | 16-02-2013            | 82              | 6            |             |
| Mono                                                        | 2015                  | 28-02-2015            | 137             | 2            |             |
| Brand New Day                                               | 2017                  | 01-04-2017            | 121             | 4            |             |
| En Español                                                  | 21-08-2020            | 29-08-2020            | 74              | 1            |             |

### Ep's
- Suited Up and Ready (2012)

### Singles
| Single met eventuele hitnotering(en) in de Nederlandse Top 40 | Datum van verschijnen | Datum van binnenkomst | Hoogste positie | Aantal weken | Opmerkingen              |
| ------------------------------------------------------------- | --------------------- | --------------------- | --------------- | ------------ | ------------------------ |
| Hey Good Lookin'                                              | 1992                  | -                     | -               | -            |                          |
| This Broken Heart                                             | 1992                  | -                     | -               | -            |                          |
| I Got You                                                     | 1992                  | -                     | -               | -            |                          |
| What a Crying Shame                                           | 1994                  | -                     | -               | -            |                          |
| O What a Thrill                                               | 1994                  | -                     | -               | -            |                          |
| There Goes My Heart                                           | 1994                  | -                     | -               | -            |                          |
| I Should Have Been True                                       | 1995                  | -                     | -               | -            |                          |
| All That Heaven Will Allow                                    | 1995                  | -                     | -               | -            |                          |
| Blue Moon                                                     | 1995                  | -                     | -               | -            |                          |
| Here Comes the Rain                                           | 1995                  | -                     | -               | -            |                          |
| All You Ever Do Is Bring Me Down                              | 1996                  | -                     | -               | -            | met Flaco Jiménez        |
| Missing You                                                   | 1996                  | -                     | -               | -            |                          |
| I Don't Care If You Love Me Anymore                           | 1996                  | -                     | -               | -            |                          |
| To Be with You                                                | 1998                  | -                     | -               | -            |                          |
| Dance the Night Away                                          | 1998                  | 18-07-1998            | 23              | 8            | #25 in de Single Top 100 |
| I've Got This Feeling                                         | 1998                  | -                     | -               | -            |                          |
| Someone Should Tell Her                                       | 1999                  | -                     | -               | -            |                          |
| La Mucara                                                     | 1999                  | -                     | -               | -            | #81 in de Single Top 100 |
| Here Comes My Baby                                            | 1999                  | -                     | -               | -            | #77 in de Single Top 100 |
| Things I Cannot Change                                        | 1999                  | -                     | -               | -            |                          |
| I Want to Know                                                | 2003                  | -                     | -               | -            |                          |
| Would You Believe                                             | 2003                  | -                     | -               | -            |                          |
| The Air That I Breathe                                        | 2004                  | -                     | -               | -            |                          |
| Born to Be Blue                                               | 2012                  | -                     | -               | -            |                          |
| Back in Your Arms Again                                       | 2013                  | -                     | -               | -            |                          |
| All Night Long                                                | 2015                  | -                     | -               | -            |                          |
| Summertime (When I'm with You)                                | 2015                  | -                     | -               | -            |                          |
| Brand New Day                                                 | 2017                  | -                     | -               | -            |                          |
| Poder Vivir                                                   | 2020                  | -                     | -               | -            |                          |

### NPO Radio 2 Top 2000
| Nummer met noteringen in de NPO Radio 2 Top 2000 | '99 | '00 | '01 | '02 | '03 | '04  | '05 | '06  | '07  | '08  | '09  | '10  | '11  | '12  | '13  | '14  | '15  | '16  |
| ------------------------------------------------ | --- | --- | --- | --- | --- | ---- | --- | ---- | ---- | ---- | ---- | ---- | ---- | ---- | ---- | ---- | ---- | ---- |
| Dance the Night Away                             | 896 | 947 | 988 | 776 | 864 | 1151 | 960 | 1070 | 1121 | 1021 | 1369 | 1040 | 1182 | 1091 | 1226 | 1371 | 1528 | 1877 |

1. ↑  Een vetgedrukt getal geeft de hoogste notering aan.
2. ↑  Deze tabel is bijgewerkt tot en met de laatste editie (2024).

## Prijzen

### Academy of Country Music Awards
1994
- Top New Vocal Group
- Top Vocal Group

1995
- Top Vocal Group

### Country Music Association Awards
1995
- Vocal Group of the Year

1996
- Vocal Group of the Year

### Grammy Awards
1995
- Best Country Performance By A Duo Or Group With Vocal